# Paul Faure (football)
Pour les articles homonymes, voir Paul Faure (homonymie) et Faure.
Paul Faure, né en 1893 et mort en 1921,, est un footballeur français évoluant au poste de milieu de terrain

## Carrière
Paul Faure évolue au Racing Club de France lorsqu'il connaît sa première et unique sélection en équipe de France de football. Il affronte le 9 mars 1919 lors d'un match amical à Bruxelles l'équipe de Belgique de football. Les deux équipes se quittent sur un match nul (2-2). 
Fin février 1921, il est victime d'une fracture ouverte au coude  avec complication après être retombé de tout son poids en porte-à-faux sur sa main. Transporté à l’hôpital, il décédera deux semaines plus tard du tétanos.